# Bloodsimple
Bloodsimple était un groupe de metalcore originaire de New York aux États-Unis.

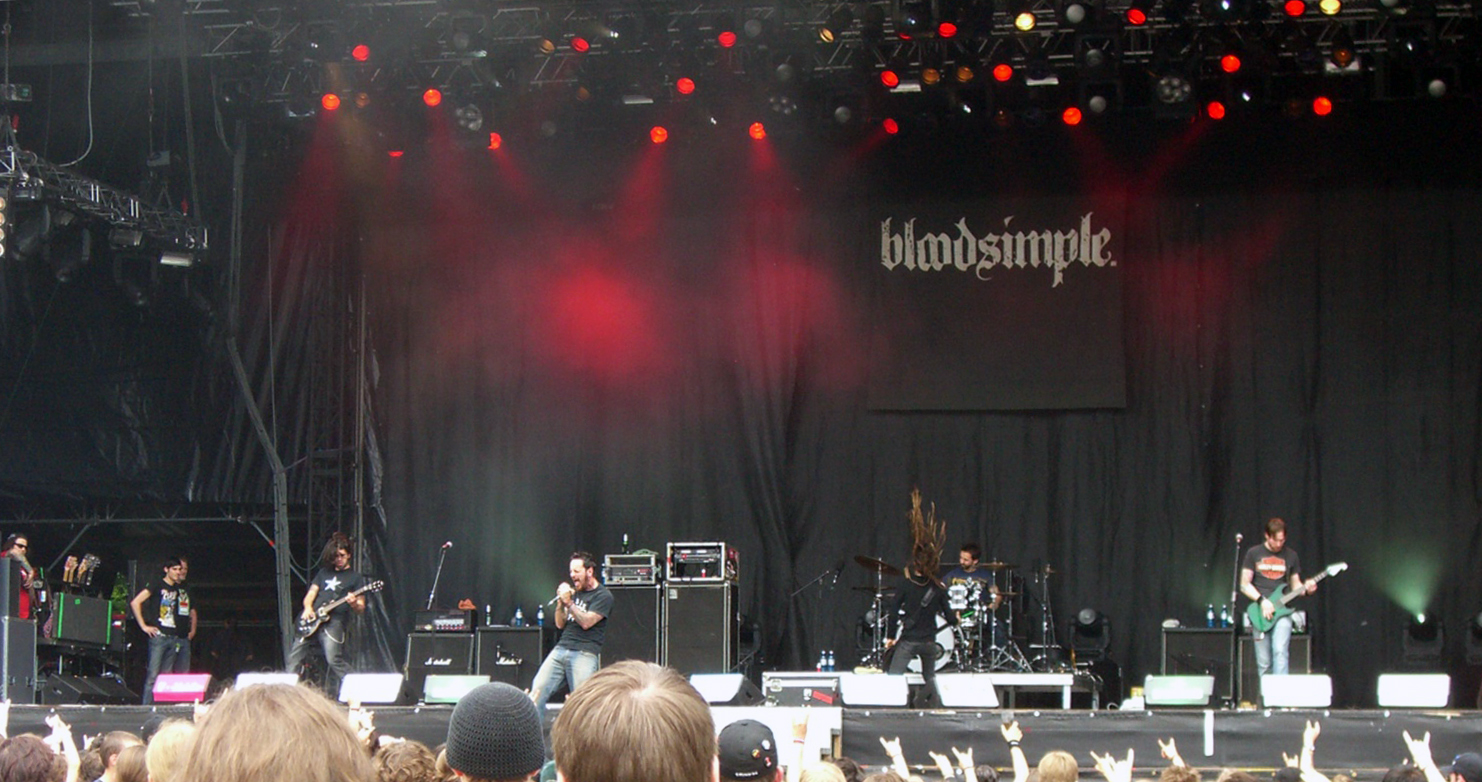
Bloodsimple en 2007.

## Musique
La musique de bloodsimple dégage des sonorités hardcore brutal et metalcore ainsi que des éléments plus mélodiques de rock alternatif.
Bloodsimple mêle le punch brutal de Pantera à la mélancolie mélodique d'Alice in Chains. Le son du groupe peut être attribué en partie à ses influences variées. Comme sources d'influences, le chanteur Tim Williams cite aussi bien Layne Staley et Jim Morrison que Phil Anselmo. Le groupe affirme lui être influencé par Radiohead, Portishead et The Doors, mais aussi par Slayer, Pantera, Mastodon et Metallica.

## Histoire
Bloodsimple a été formé en 2002 par le chanteur Tim Williams et le guitariste Mike Kennedy. Les deux musiciens ont appartenu pendant plus de 10 ans au groupe hardcore de référence Vision of Disorder (« VOD ») . À l'origine, Bloodsimple ne devait être qu'un projet parallèle à VOD, mais il est finalement devenu le principal projet, après que des mésententes avec les leaders de VOD ont mené à une interruption prolongée du groupe.
Le nom du groupe provient du premier film des frères Coen, Sang pour sang.
Williams et Kennedy recherchaient d'autres membres pour leur nouveau groupe et ont fini par trouver le guitariste Nick Rowe et le batteur Chris Hamilton. Par la suite, Hamilton a introduit le bassiste Kyle Sanders et le groupe était formé,.
Bloodsimple a été remarqué par Chad Gray, du groupe Mudvayne, puis Chris Hamilton lui a donné la démo du groupe. Après avoir fait la première partie de Mudvayne à Philadelphie, Gray les a signé en tant que premier groupe sur son label Bullygoat Records chez Warner Bros Records.
Le premier disque du groupe, intitulé A Cruel World, a été enregistré avec GGGarth Richardson à Vancouver, au Canada.
Bloodsimple a fait une tournée en ouverture de Mudvayne en avril et mai 2005.
Le groupe n'a plus rien enregistré depuis 2008.

## Membres
- Tim Williams - Chant (2002–2008)
- Mike Kennedy - Guitare (2002–2008)
- Nick Rowe - Guitare (2002–2008)
- Kyle Sanders - Basse (2002–2008)
- Chris Hamilton - Batterie (2002–2006)

## Albums
- 2005 : A Cruel World
- 2007 : Red Harvest[1]